# Laos nos Jogos Olímpicos de Verão de 2012
Laos participou dos Jogos Olímpicos de Verão de 2012 em Londres, no Reino Unido.

## Desempenho

### Atletismo
Masculino
| Atleta              | Prova           | Eliminatórias | Eliminatórias | Quartas     | Quartas     | Semifinal   | Semifinal   | Final       | Final       |
| Atleta              | Prova           | Res.          | Pos.          | Res.        | Pos.        | Res.        | Pos.        | Res.        | Pos.        |
| ------------------- | --------------- | ------------- | ------------- | ----------- | ----------- | ----------- | ----------- | ----------- | ----------- |
| Kilakone Siphonexay | 100 m masculino | 11s30         | 6º/ bat. 1    | Não avançou | Não avançou | Não avançou | Não avançou | Não avançou | Não avançou |

Feminino
| Atleta              | Prova          | Elim. | Elim. | Quartas     | Quartas     | Semifinal   | Semifinal   | Final       | Final       |
| Atleta              | Prova          | Res.  | Pos.  | Res.        | Pos.        | Res.        | Pos.        | Res.        | Pos.        |
| ------------------- | -------------- | ----- | ----- | ----------- | ----------- | ----------- | ----------- | ----------- | ----------- |
| Laenly Phoutthavong | 100 m feminino | 13.15 | 6º    | Não avançou | Não avançou | Não avançou | Não avançou | Não avançou | Não avançou |

### Natação
Masculino
| Atleta            | Prova                | Elim. | Elim. | Semifinal   | Semifinal   | Final       | Final       |
| Atleta            | Prova                | Res.  | Pos.  | Res.        | Pos.        | Res         | Pos.        |
| ----------------- | -------------------- | ----- | ----- | ----------- | ----------- | ----------- | ----------- |
| Pathana Inthavong | 50 m livre masculino | 28s17 | 56º   | Não avançou | Não avançou | Não avançou | Não avançou |